# Alstrup (parochie, Jammerbugt)
Alstrup is een parochie van de Deense Volkskerk in de Deense gemeente Jammerbugt. De parochie maakt deel uit van het bisdom Aalborg en telt 87 kerkleden op een bevolking van 96 (2007). Historisch was de parochie deel van de herred Hvetbo. Alstrup werd in 1970 deel van de nieuw gevormde gemeente Pandrup, die in 2007 opging in de nieuwe gemeente Jammerbugt.
Aaby · Alstrup · Bejstrup · Biersted · Brovst · Fjerritslev · Gjøl · Gøttrup · Haverslev · Hjortdal · Hune · Ingstrup · Jetsmark · Kettrup · Klim · Koldmose · Kollerup · Langeslund · Lerup · Øland · Øster Svenstrup · Saltum · Skræm · Torslev · Tranum · Vedsted · Vester Hjermitslev · Vester Torup · Vust